# Paul Gerrard
Paul William Gerrard (Heywood, 22 januari 1973) is een Engels voormalig doelman in het betaald voetbal. Gerrard speelde voor clubs als Oldham Athletic, Everton, Nottingham Forest en Sheffield United.

## Clubcarrière

### Oldham Athletic
Gerrard debuteerde op 5 december 1992 voor Oldham Athletic in de Premier League, onder de hoede van trainer Joe Royle. Hij werd de eerste doelman van de Latics en trad aan in 119 competitiewedstrijden. In 1994 degradeerde Oldham uit de Premier League.

### Everton
Gerrard verkaste in 1996 naar Everton, waar hij voornamelijk invallersdoelman is geweest. Initieel vervulde Gerrard een bescheiden rol als reservedoelman achter clubicoon Neville Southall, met name tot deze in 1998 de club verliet. Daarnaast werd Gerrard aanvankelijk herenigd met zijn Oldham Athletic-coach Joe Royle. In 1998 en na het vertrek van Southall – die grootse successen had behaald met Everton in de jaren 80 – schoof Gerrard wat op in de pikorde op Goodison Park. In het seizoen 1998/99 werd Gerrard uitgeleend aan Oxford United. Gerrard mocht vaak spelen van de teruggekeerde legendarische trainer Howard Kendall (1997–1998). In 2000 blesseerde Gerrard zich aan de knie, met name tegen West Ham United in december. Gerrard ging buiten het veld zitten. West Ham-aanvaller Paolo Di Canio besloot niet meer verder te spelen alhoewel hij door de actie van de geblesseerde Gerrard vrije baan had om te scoren. Dit gebaar leverde Di Canio de FIFA Fair Play-award op. Gerrard speelde achtereenvolgens een half seizoen op huurbasis voor Ipswich Town en Sheffield United, maar dit was geen onverdeeld succes. Gerrard verliet Everton definitief in 2004 na een uitleenbeurt van twee maanden aan tweedeklasser Nottingham Forest en speelde in totaal 90 competitiewedstrijden voor The Toffees.

### Nottingham Forest
Nottingham Forest nam hem over van Everton. Hij was eerste keus bij Nottingham Forest, totdat hij zijn plaats verloor aan de Noor Rune Pedersen gedurende het seizoen 2004/05.

### Sheffield United
Gerrard verhuisde in 2006 naar nieuwbakken Premier League-club Sheffield United. Hij werd reservedoelman achter Paddy Kenny en speelde twee competitieduels. In mei 2007 degradeerde Sheffield United opnieuw naar de Football League Championship, maar Gerrard bleef nog een seizoen aan boord als reservedoelman. Gerrard verliet Bramall Lane in 2008.

### Latere carrière
Gerrard speelde in de latere stadia van zijn profcarrière nog voor Blackpool, dat hem huurde van Sheffield United, en Stockport County. In 2010 keerde Gerrard terug naar zijn eerste club, Oldham Athletic. Hij beëindigde zijn loopbaan in 2013. Na zijn actieve loopbaan werd Gerrard keeperstrainer van Doncaster Rovers.